# Buccanodon dowsetti
Buccanodon dowsetti  (лат.) — вид птиц из семейства африканских бородаток. Официально не признан Международным союзом орнитологов. Обитают в Западной Африке, распространены к западу от Дагомейского разрыва на территории Кот-д’Ивуара, Ганы, Гвинеи, Либерии и Сьерра-Леоне.
Ранее вид считался конспецифичным с Buccanodon duchaillui, однако был выделен в отдельный таксон из-за разницы в их песнях. Звуки, издаваемые Buccanodon dowsetti Найджел Джеймс Коллар и Питер Босман описали как серию из 7-10 ускоряющихся нот, похожих на песню Tricholaema hirsuta (фонетизированы как «oop»).